# Metoxibenzaldeído
Metoxibenzaldeído pode se referir a três isômeros:

2-Metoxibenzaldeído, orto- ou 2-Anisaldeído
3-Metoxibenzaldeído, meta- ou 3-Anisaldeído
4-Metoxibenzaldeído, para- ou 4-Anisaldeído (Anisaldeído)